# Aiguillage
 (juin 2025).
Si vous disposez d'ouvrages ou d'articles de référence ou si vous connaissez des sites web de qualité traitant du thème abordé ici, merci de compléter l'article en donnant les références utiles à sa vérifiabilité et en les liant à la section « Notes et références ».

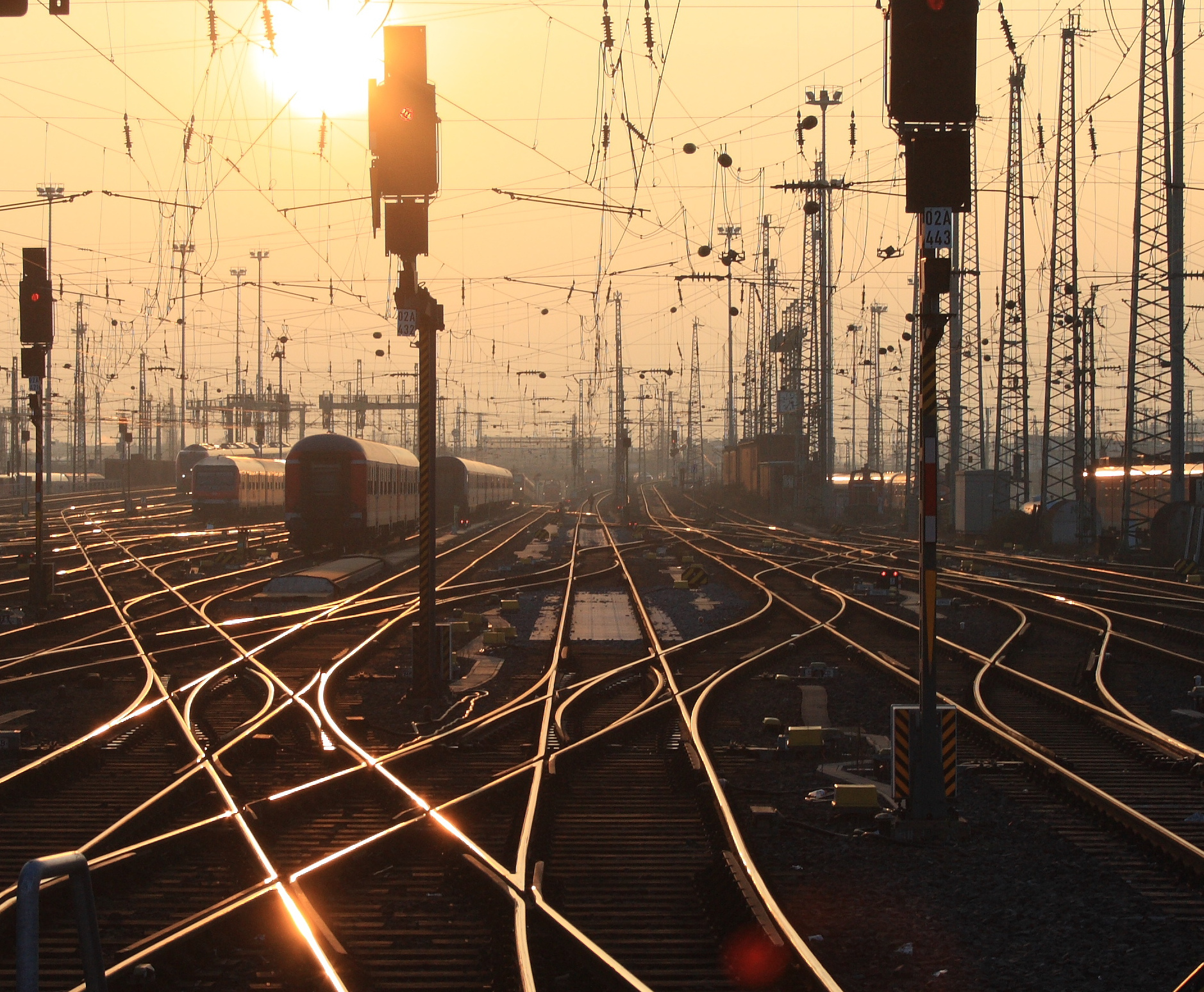
Les grandes gares (ici, celle de Francfort) sont généralement dotées de nombreux aiguillages.

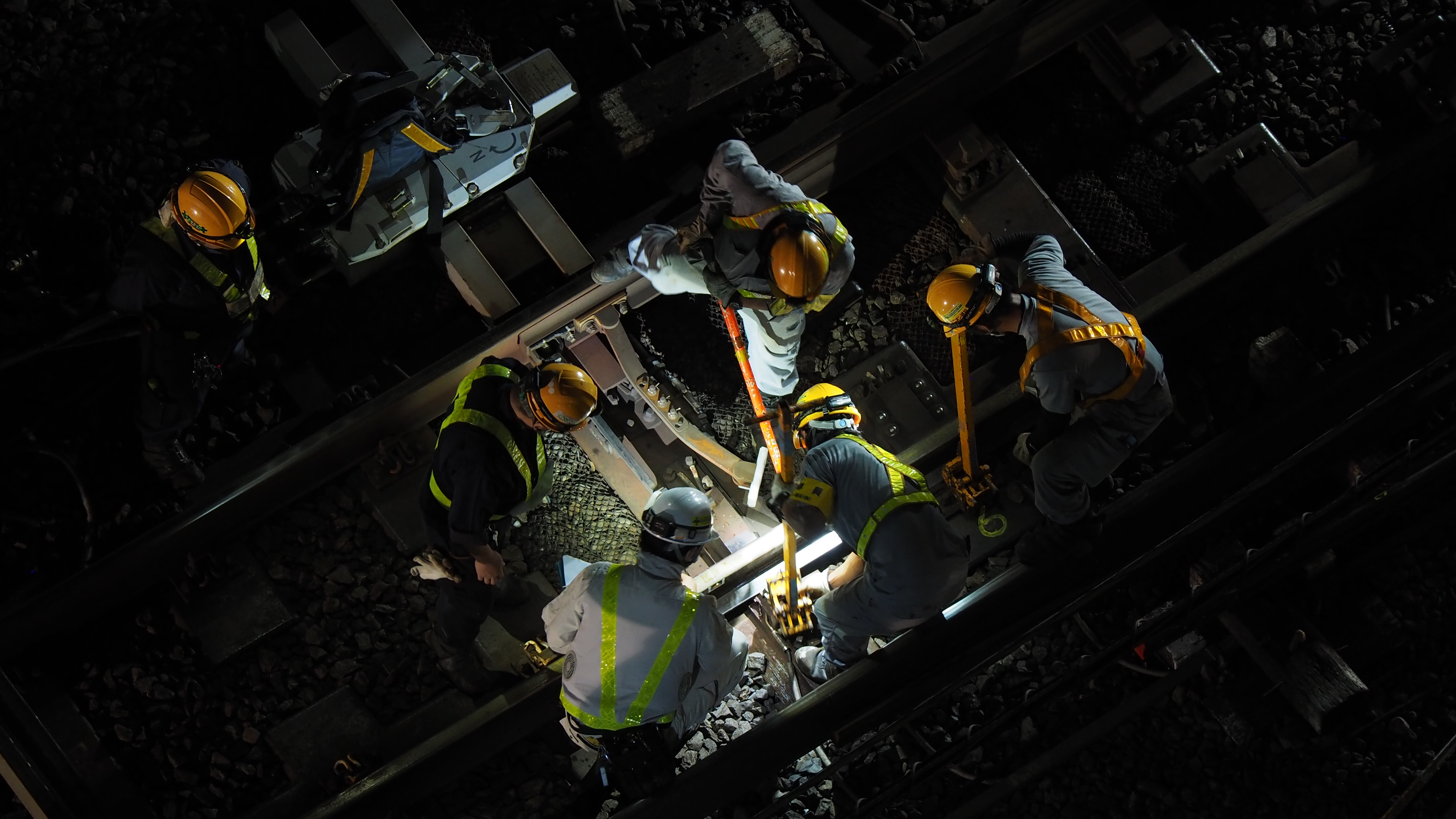
Entretien d'un aiguillage avec la East Japan Railway Company dans la Préfecture de Chiba, Japon. Aout 2020.

Un aiguillage, dans le langage courant, est un appareil de voie servant à faire changer de voie un train. Dans les compagnies de chemins de fer francophones, cet appareil est couramment appelé aiguille par le personnel.
Plus généralement, l'aiguillage est le fait d'aiguiller un train, c'est-à-dire lui attribuer une direction.
Le principe de l'aiguillage repose sur la forme des roues des trains : c'est le boudin, sur sa partie intérieure, qui assure le guidage dans les appareils de voie au niveau des lames et le contre-rail au niveau du coeur.

## Composition

Diagramme animé d’un aiguillage. La voie A bifurque vers B (voie directe) ou C (voie déviée)

En se rapportant au schéma ci-dessus :
- le côté A s'appelle la pointe ;
- les côtés B et C forment le talon ;
- les parties mobiles (en rouge) s'appellent les lames d'aiguilles. Elles glissent sur des plaques en fer régulièrement graissées appelées patins ;
- la partie où se croisent les voies est appelée le cœur. Au niveau du cœur, on trouve un contre-rail (en noir) destiné à guider l'intérieur des roues.

Un aiguillage peut être pris en pointe voie directe (A → B), en pointe voie déviée (A → C) ou en talon (B ou C → A).
Une prise en pointe voie directe ou une prise en talon ne nécessite pas, en général, de ralentissement du train. En revanche, une prise en pointe voie déviée impose toujours un ralentissement (30 km/h, 60 km/h, 90 km/h voire 160 km/h en fonction des caractéristiques de la ligne).

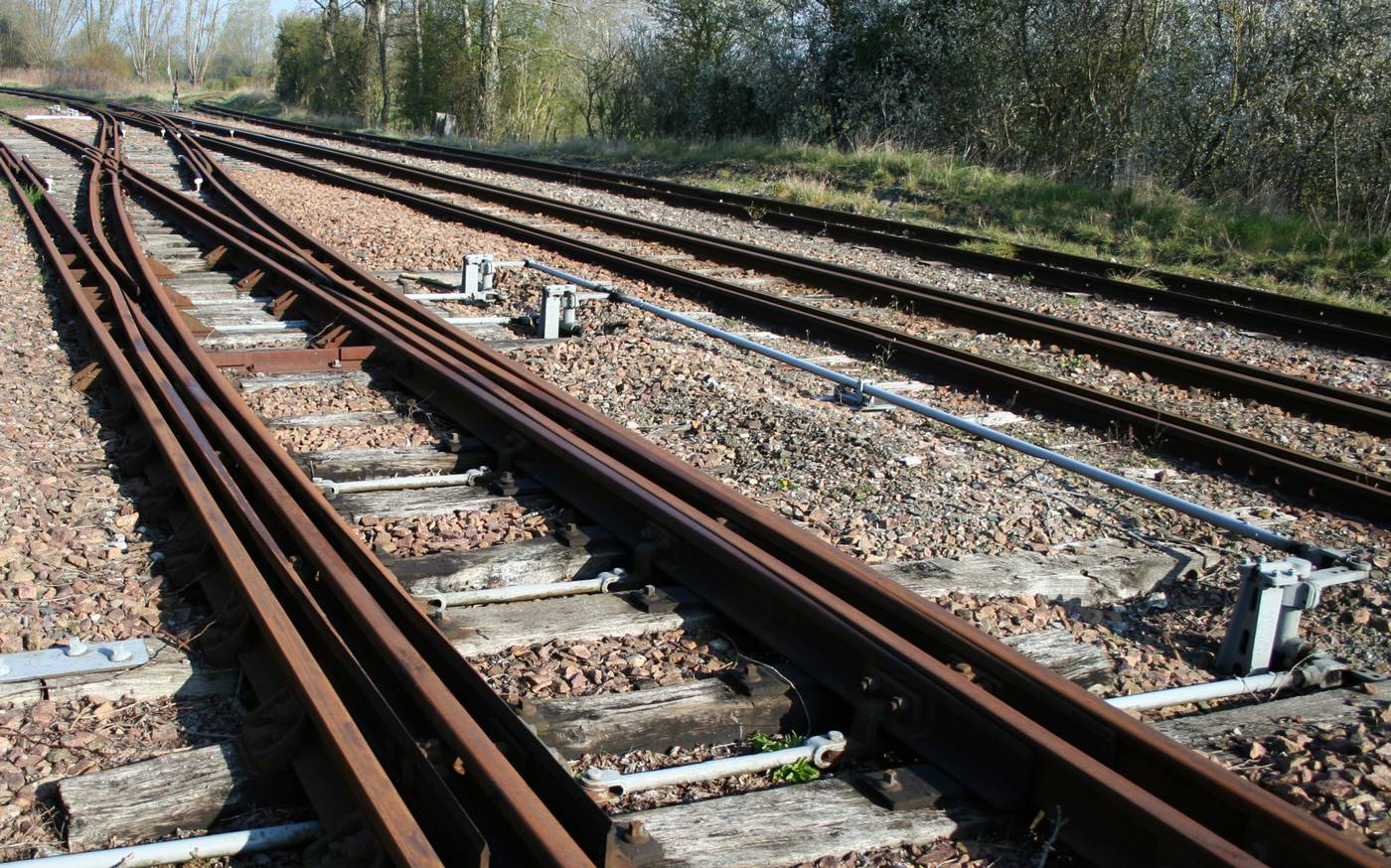
Aiguille pour voie à double écartement sur le chemin de fer de la baie de Somme

Pour une aiguille sur une voie simple, il y a deux lames d'aiguilles et un cœur(branchement simple). Lorsqu'il s'agit d'une voie à double écartement imbriqué, il y a alors huit lames et quatre cœurs (valable également pour une TJD = Traversée jonction double). Enfin dans le cas d'un aiguillage triple (deux aiguillages imbriqués), il y a quatre lames et trois cœurs.

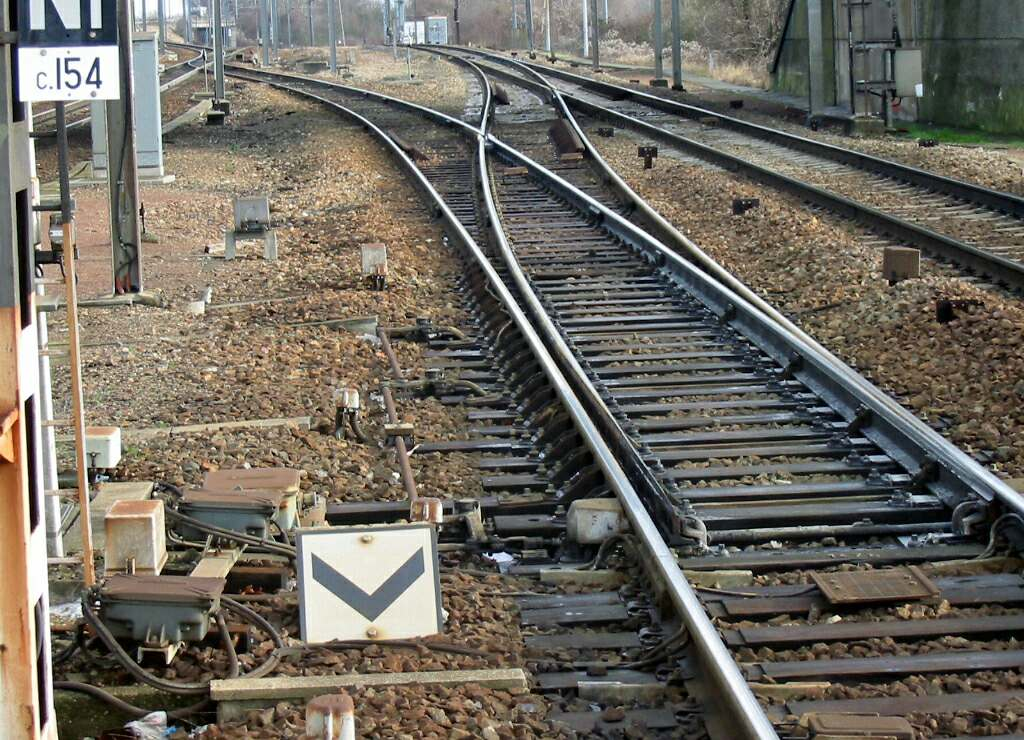
Aiguillage commandé à distance : moteur électro mécanique

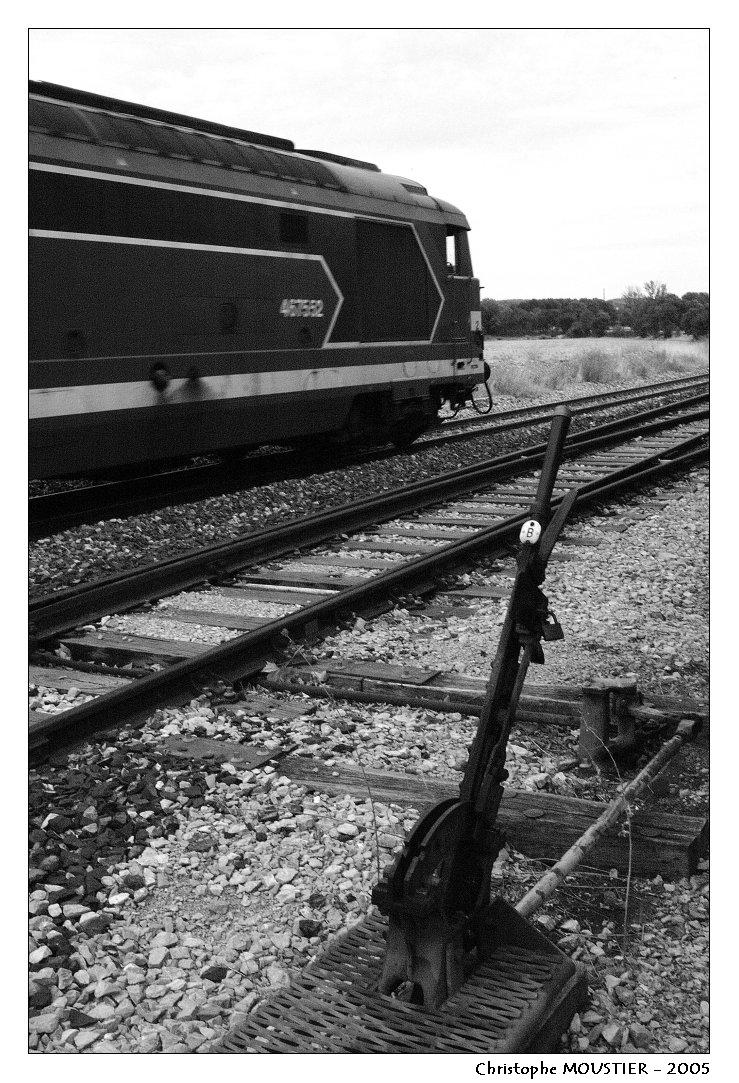
Aiguillage à manœuvre manuelle

## La manœuvre
Il existe des aiguilles qui sont manœuvrées manuellement à pied d'œuvre, d'autres manœuvrées à distance manuellement depuis un poste d'aiguillage, d'autres hydrauliquement (système historique), et le plus souvent électriquement.
Certains aiguillages sont dits talonnables renversables car les aiguilles peuvent être basculées par un train qui les « prend en talon » (par une des deux branches), et restent dans la position du dernier passage (un train qui les « prendrait en pointe » irait dans la direction du dernier passage sauf intervention manuelle), d'autres sont « talonnables non renversables » car à l'inverse des précédentes elles reprennent toujours une direction par défaut à l'aide d'un ressort de rappel.

## Contrôleurs
Les contrôleurs électriques d'application (et de décollage) des aiguilles renseignent l'aiguilleur (au moyen de lampes ou de répétiteurs électro-mécaniques) sur la direction effective de l'aiguillage et empêchent l'ouverture du signal de protection de l'aiguillage en cas d'absence de contrôle impératif permanent; si une observation directe de l'appareil de voie ne laisse apparaitre aucune anomalie et que toutes les autres conditions d'ouverture du signal sont réunies, alors on appellera cela un « défaut de contrôle pour la direction de droite ou de gauche ».
Il existe sur le réseau français différents contrôleurs en voie comme  le contrôleur PAULVE.
Le VCC est un verrou carter coussinet qui outre sa fonction de contrôle assure en plus le verrouillage de la lame appliquée et l'ouverture de la lame ouverte.

## Chauffage
Les aiguillages peuvent être munis d'un système de réchauffage au gaz ou électrique pour permettre leur utilisation en cas de givre ou d'accumulation de neige.

## Indication de direction
(NB : les informations ci-dessous se réfèrent aux règles en vigueur sur le réseau de la SNCF)
Comment le conducteur sait-il qu'il va prendre la voie directe ou la voie déviée (ou la direction de gauche ou de droite) ?
Hormis quelques cas où il ne le sait pas car les deux directions sont identiques et qu'elles peuvent être parcourues à la même vitesse (cas des évitements entre Épernay et Reims, ligne à une seule voie pour les zones où il y a deux voies afin de permettre aux trains de se croiser sans ralentir, cas de certaines aiguilles entre Paris-Nord et Creil dans la zone de la bifurcation sur la ligne à grande vitesse, etc.), le plus souvent il est averti de l'une des deux manières suivantes :
- par une « indication de direction » (annoncée) à distance et rappelée au niveau du signal de protection (de manière à pouvoir s'arrêter avant celui-ci en cas d'erreur de direction et permettre une « reprise d'itinéraire » par l'aiguilleur après confirmation de l'arrêt car les aiguilles sont « zonées », c'est-à-dire qu'un enclenchement électrique interdit de manœuvrer une aiguille à partir du moment où un train est reçu sur signaux ouverts),
- par une indication de vitesse à distance, qui est soit de la forme écrite en chiffres sur un tableau, soit symbolisée par une indication lumineuse (passage à 60 ou à 30) ou mécanique (passage à 30 seulement).

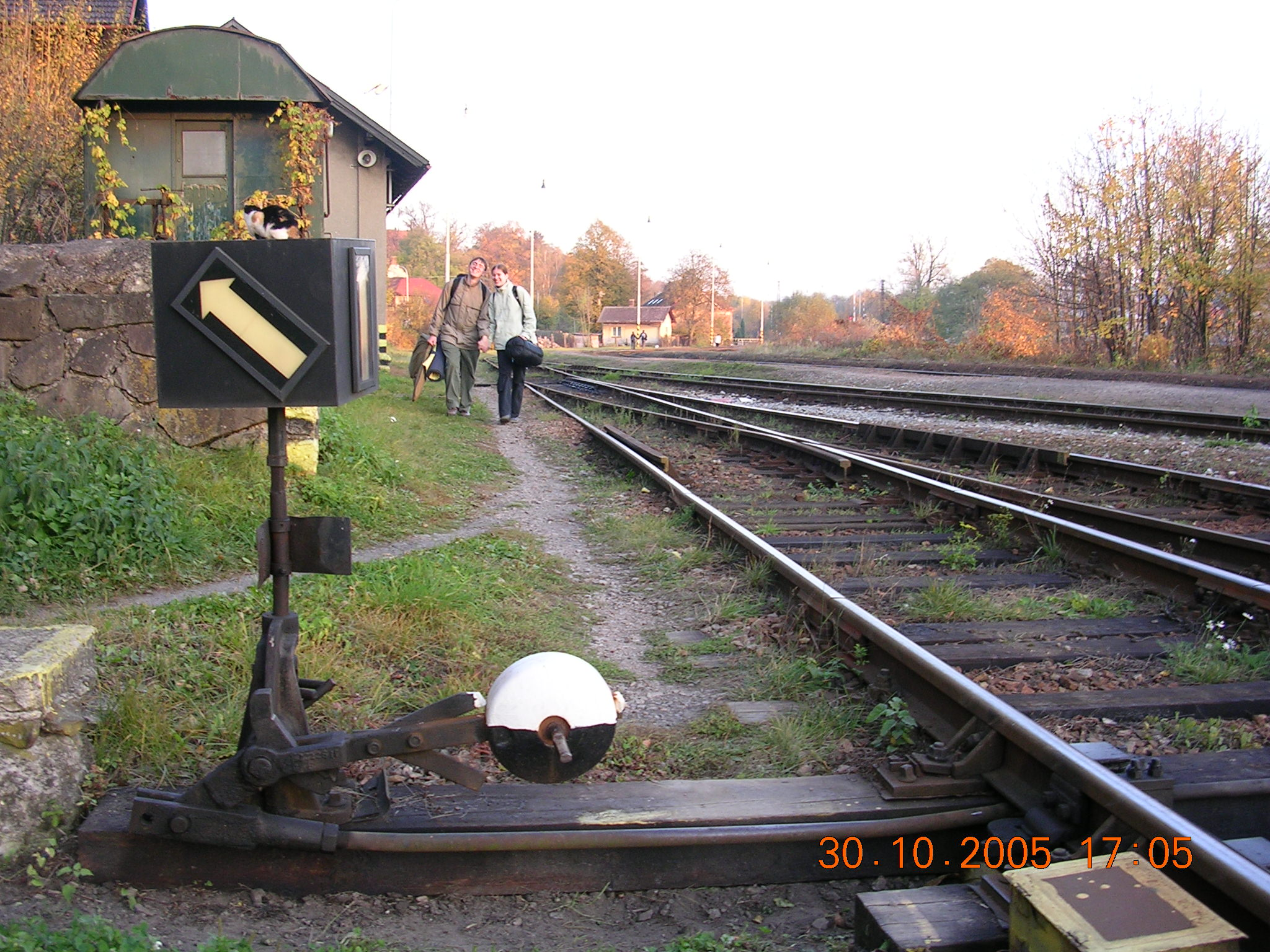
Indicateur de direction associé à la commande d'aiguillage, sur le réseau Tchèque
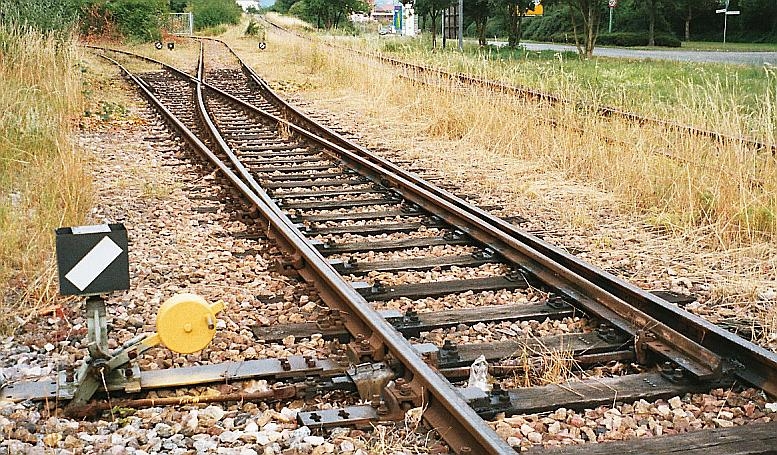
... sur le réseau de la DB ...
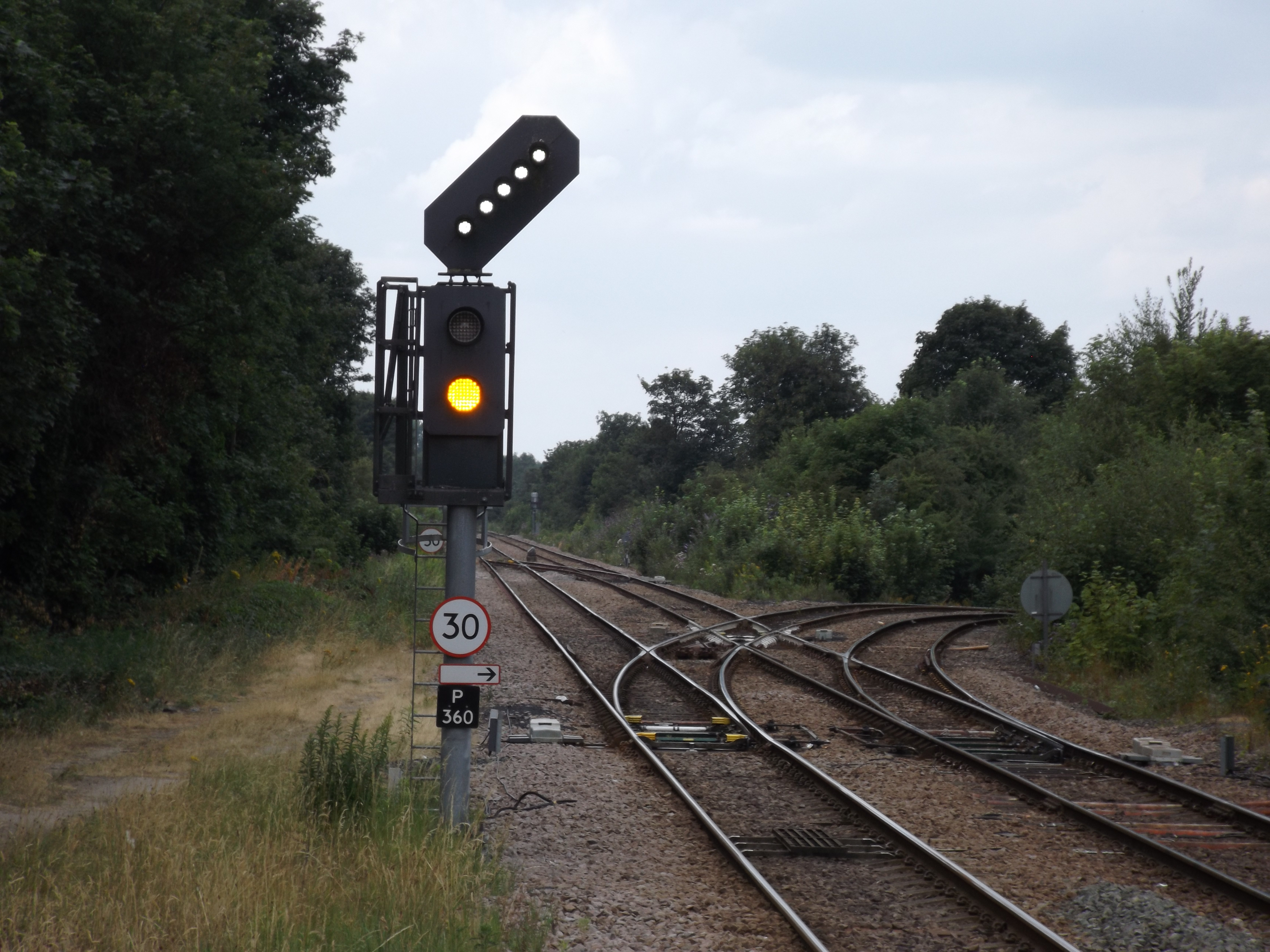
... et sur le réseau Britannique
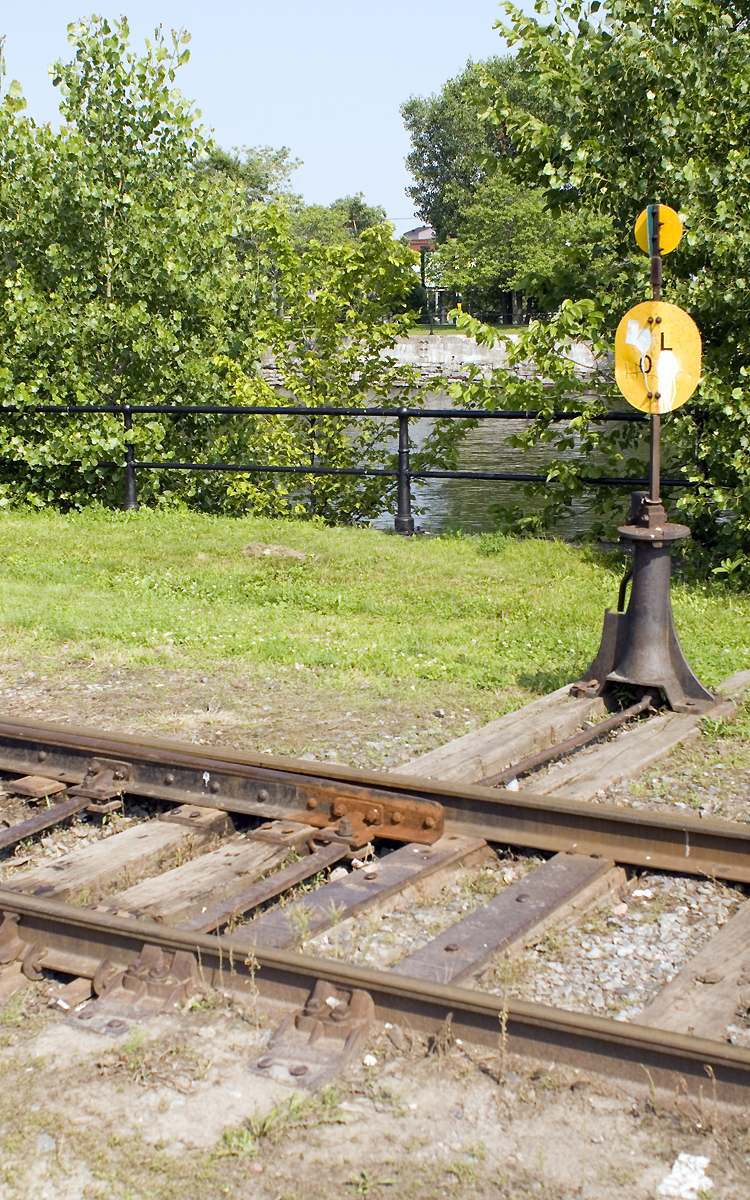
En Amérique du Nord, les leviers d’aiguillages pivotent sur un axe vertical

### Amérique du Nord
En Amérique du Nord, la position des aiguilles est indiquée le plus souvent par une cible réflectorisée, pivotant sur un axe vertical solidaire du levier, et dont la couleur change selon la position de l’aiguillage.
Sur une voie principale, on aura une cible verte pour la position normale, et rouge pour la position renversée.
Sur une voie secondaire (triage, embranchement, etc.), on aura une cible jaune pour la position normale et rouge pour la position renversée.

## Histoire
On considère que c'est dans le cadre de la réalisation du Surrey Iron Railway (voir aussi « William Jessop », section « Surrey Iron Railway ») que William Jessop et ses collaborateurs mirent en œuvre pour la première fois au tout début du XIXe siècle un aiguillage, qu'il aurait conceptualisé dès en 1789, à l'époque pour des rails "à ventre de poisson". Si le cœur est bien présent, le branchement se fait par rail mobile. Le conditionnel reste de mise car ceci ne fit pas l'objet d'un dépôt de brevet à l'époque[réf. souhaitée].
En 1832, Charles Fox dépose le brevet du système d'aiguille mobile.

### Glossaire
- Glossaire ferroviaire